# ليمون هندي

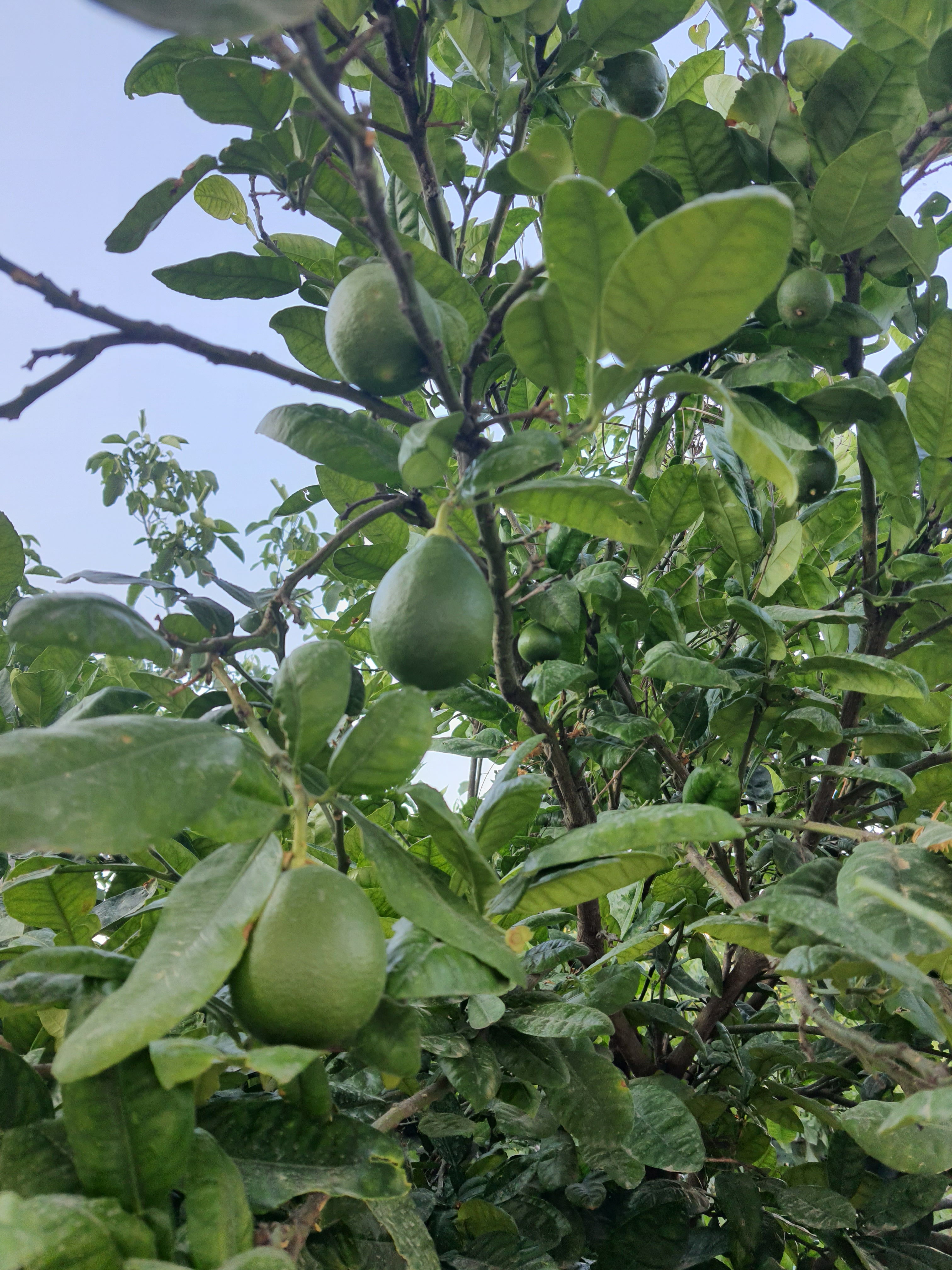
شجرة وثمار البوملي في فلسطين

الليمون الهندي أو الليمون الصفدي أو الفراسك أو الفَرَاسْكِين أو البوملي أو الكومري (في سوريا) أو السندي (في ألعراق) (الاسم العلمي:Citrus maxima) (بالإنجليزية: Pomelo) هو نوع من النباتات يتبع جنس الليمون من الفصيلة السذابية. ينتج أكبر ثمار الحمضيات حجما، وقد يصل وزن الثمرة إلى عشرة أرطال. والثمرة ذات قشرة سميكة خضراء ومنعشة جدا. ويقال أن شجرته التي تزرع أساسا في دول الشرق، قد جلبها من الصين إلى جزر الهند الغربية الكابتن شادوك.